# دينيس هارت
دينيس هارت (بالإنجليزية: Denis Hart)‏ هو كاهن كاثوليكي أسترالي، ولد في 16 مايو 1941 في ملبورن في أستراليا.